# Гольштейн, Фридрих Август фон
Барон Фридрих Август фон Гольштейн (нем. Friedrich August von Holstein; 24 апреля 1837, Шведт — 8 мая 1909, Берлин) — немецкий дипломат, который во многом определял внешнюю политику Германской империи в годы, последовавшие за отставкой канцлера Бисмарка. За принципиальный отказ от министерского портфеля был прозван «серым кардиналом» (нем. Die Graue Eminenz).

## Биография
Сын прусского аристократа, чьи владения соседствовали с поместьями Отто фон Бисмарка. После окончания Берлинского университета служил под начальством Бисмарка в Санкт-Петербурге. В молодости жил на широкую ногу, но во время пребывания в США (1865-67) потерял состояние из-за рискованных инвестиций в инновационные технологии. После скандала, вызванного связью с супругой сенатора Ч. Самнера, вёл подчёркнуто скромный образ жизни, редко покидал свой рабочий кабинет и холостяцкие апартаменты.
Во время франко-прусской войны поддерживал неформальные контакты с руководителями Парижской коммуны. Конфликтовал с Гарри фон Арнимом, немецким посланником в Париже, по инструкции Бисмарка добивался его смещения. После возвращения в Берлин в 1876 году стал советником канцлера по внешнеполитическим вопросам. Гольштейн считался русофобом и настаивал на разрыве Союза трёх императоров и Договора перестраховки. Оптимальным для интересов Германии считал союз с Австро-Венгрией и Великобританией. Одобрял колониальную экспансию, настоял на оккупации Самоа и Циндао.
Расхождения по русскому вопросу привели к разрыву Бисмарка с Гольштейном. После смещения «железного канцлера» Гольштейн отказался принять пост министра иностранных дел (в чём позднее раскаивался), но сохранил прежнее влияние. Вёл с Дж. Чемберленом переговоры о германо-британском союзе. Чтобы предотвратить формирование Антанты и испортить англо-французские отношения, организовал Танжерский кризис, высветивший изоляцию Германии на международной арене. Как следствие, был отправлен кайзером в отставку (апрель 1906 года).
По легенде, для постоянного клиента барона Фрица фон Гольштейна в берлинском ресторане «Борхардт» придумали шницель по-гольштейнски.